# Gaurotina nitida
Gaurotina nitida är en skalbaggsart som beskrevs av J. Linsley Gressitt 1951. Gaurotina nitida ingår i släktet Gaurotina och familjen långhorningar. Inga underarter finns listade i Catalogue of Life.